# عمر الطيب الساسي
عمر الطيب الساسي (1942-2014)، أكاديمي سعودي، هو أول أستاذ جامعي يُدرِّس الأدب السعودي كمادة مستقلة في الجامعات السعودية، ومن مؤسسي كلية الآداب في جامعة الملك عبد العزيز، شارك في اللجنة المنظمة لمؤتمر الأدباء السعوديين الأول الذي انعقد في مكة عام 1974م، وكان عضوًا في اللجنة العلمية المشرفة على قاموس الأدب والأدباء في المملكة العربية السعودية، والده الطيب الساسي، وعمه عبد السلام الساسي، وهما من مؤسسي النهضة الأدبية في السعودية، نشر له عدد من البحوث تُرجم بعضها إلى اللغة الألمانية، وله مؤلفين أبرزهما (موجز تاريخ الأدب السعودي)، وهو مقرر دراسي من مقررات الأدب السعودي، عمل كوكيل لكلية الآداب في جامعة الملك عبد العزيز بجدة، ورئيسًا لقسم الإعلام في نفس الكلية، وسبق له العمل في السفارة السعودية بألمانيا كملحق ثقافي عام 1980.

## أعماله
- شغل منصب وكيل كلية الآداب بجامعة الملك عبد العزيز (1978)
- شغل منصب رئيس قسم الإعلام بكلية الآداب في جامعة الملك عبد العزيز (1979)
- عمل في سفارة المملكة بألمانيا بصفته ملحقًا ثقافيًا لمدة 3 سنوات (1980)
- نشر عدد من البحوث والدراسات في الأدب واللسانيات.
- نشرت بعض بحوثه إلى اللغة الألمانية.
- له عدد من النشرات والبرامج في الإذاعة السعودية والعربية بألمانيا.
- عمل ضمن اللجان المقدمة لمؤتمر الأدباء السعوديين الأول (1974)
- عمل ضمن اللجنة العلمية المشرفة على قاموس الأدب والأدباء في المملكة العربية السعودية، والذي صدر عام 2014.[1]

## مؤلفاته
- ملحق بكتاب (دراسات في الأدب على مر العصور).[1]
- موجز تاريخ الأدب السعودي.[2]
- دراسات في الأدب العربي المعاصر (1978).[5]

## وفاته
توفي عام 2014، عن عمرٍ ناهز 75 سنة، وذلك في مستشفى جامعة الملك عبد العزيز بعد معاناته مع المرض، ودُفن في مكة.

## وصلات خارجية
- دعوة لتكريم عمر الطيب الساسي بعد رحيله